# 働くオタクの恋愛事情
『働くオタクの恋愛事情』（はたらくオタクのれんあいじじょう）は、あかべぇそふとすりぃより2017年3月24日に発売された18禁美少女アドベンチャーゲーム。

## あらすじ
社会人でこの作品の主人公である山口徹也は、タクシードライバーでアニメ関係の話題で親しくなった客が働くアニソンバーである『Blue Comet』を訪問してそこで常連客達と親しくなる。

## 登場人物
山口徹也
声：なし
本作の主人公。タクシードライバー。
美川 亜麻音 （みかわ あまね）
声：榊原ゆい
いつも笑顔を絶やさないアニソンバー 『Blue Comet』の看板娘。
豊浦 実莉 （とようら みのり）
声：風花ましろ
『BLUE Comet』 の店長。
柳井 あきら （やない あきら）
声：花澤さくら
『BLUE Comet』の常連。職業はOL。恋愛経験ゼロ。身長148cmと小柄だが胸はFカップ（バスト85）あるトランジスタグラマー。
田伏 璃子 （たぶせ りこ）
声：結城ほのか
『BLUE Comet』の常連で漫画家のアシスタント。
玖珂 七瀬 （くが ななせ）
声：橘まお
洋服店の店員。

## スタッフ
- キャラクターデザイン・原画 - 蒼月しのぶ
- シナリオ - 辻丸寛人、簀ノ下踊
- 音声制作 - 西坂恭平